# British Hovercraft Corporation BH.7

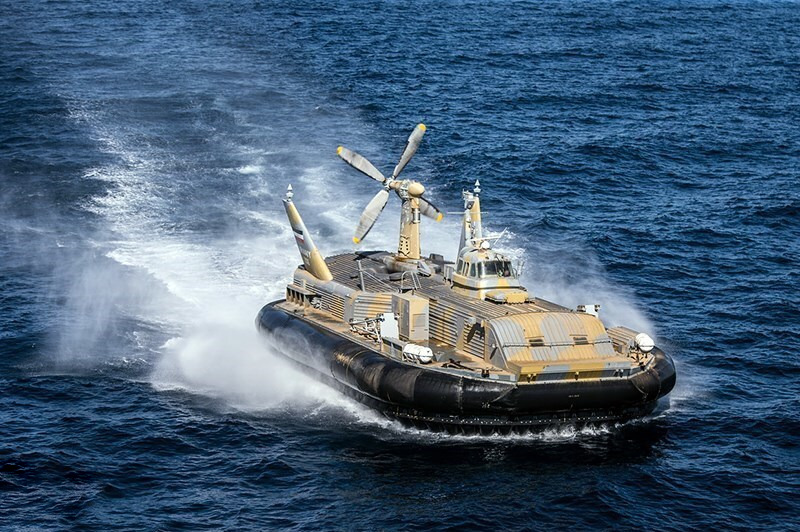

Le British Hovercraft Corporation BH.7 (aussi connu comme classe Wellington) était un aéroglisseur de taille moyenne destiné à des rôles militaires construit par le constructeur britannique British Hovercraft Corporation. 

## Historique
Le prototype BH.7 Mk2 a volé pour la première fois en novembre 1969 et a été évalué par la Royal Navy. Il lui était alloué comme numéro de fanion le P235 et comme numéro de série d'avions militaires le XW255. Il a été testé dans un certain nombre de rôles différents à partir de 1970 jusqu'en 1983, y compris la lutte contre les mines, la protection des pêches, et la lutte anti-sous-marine, fonctionnant à partir de la base aéronavale de la Royal Navy de RNAS Portland. Il a ensuite été acquis par le Musée Hovercraft à Lee-on-the-Solent. 
Deux autres BH.7 Mk.4 et quatre BH.7 Mk.5A ont été livrés à la marine impériale iranienne au début des années 1970, mais ils sont maintenant stockés en raison de l'embargo commercial. Lors d'un exercice dans le golfe Persique en 2002, 2 de ces appareils ont été aperçus.

## Caractéristiques
- Nom : BH.7 classe Wellington
- Constructeur : British Hovercraft Corporation
- Prédécesseur : SR.N6
- Tonnage : 18,3 tonnes
- Déplacement : 56 tonnes
- Longueur : 23,9 mètres
- Largeur : 13,8 mètres
- Hauteur : 10,36 mètres (on landing pads)
- Puissance installée : 4 250 ch
- Propulsion : (Mk.2/4) 1 turbine gaz Rolls-Royce Marine Proteus 15M/541 pour sustentation et propulsion
- Hélices : 1 hélice à pas variable, quatre pales Dowty Rotol
- Vitesse : 58 nœuds (107 km/h)
- Capacité militaire : 60 soldats entièrement équipés
- Équipage : 3